# دالی ولز
دالی ولز (انگلیسی: Dolly Wells؛ زادهٔ ۵ دسامبر ۱۹۷۱) هنرپیشه فیلم‌های کمدی و اهل کشور بریتانیا است. وی دختر بازیگر پیشین فیلم‌های کمدی جان ولز است.
از فیلم و سریال‌هایی که وی تاکنون در آنها بازی نموده می‌توان به سریال‌های گروه آی‌تی، دراکولا و فیلم‌های سینمایی ۴۵ سال، جایگزین و خاطرات بریجت جونز اشاره کرد.